# Bamijan
Bamijan (darijsko بامیان), napisano tudi Bamian, je glavno mesto province Bamijan v osrednjem Afganistanu. S približno 70.000 prebivalci je največje mesto v Hazarajatu. Bamijan je na nadmorski višini približno 2550 m. Letališče Bamijan je sredi mesta. Razdalja med Bamijanom in Kabulom na jugovzhodu je približno 180 kilometrov. Narodni park Band-e Amir je na zahodu, približno pol ure vožnje od mesta Bamijan.
Bamijan nekateri imenujejo Sijoča luč in Dolina bogov. V bližini mesta je več turističnih znamenitosti, vključno Bude iz Bamijana, kipi ki so bili vklesani v pečine na severni strani mesta Bamijan v 6. in 7. stoletju n. št., kar jih datira v vladavino Heftalitov. Druge znamenitosti v bližini mesta so Šahr-e Gholghola in Zuhak. Leta 2008 je bilo ugotovljeno, da je Bamijan dom najstarejših oljnih slik na svetu. Ob koncu 10. stoletja je obstajala budistična kultura, v kateri je nekaj tisoč budističnih menihov živelo v jamah, vklesanih v goro. 53 metrov, znanih kot Salsal, in 35 metrov, znanih kot Šahmama, so visoko stoječi kipi Bude in najbolj znani spomeniki, ki so jih zapustili budisti in ki so jih leta 2001 uničili talibani. Poleg tega je v dolini ostalo več kulturnih znamenitosti tako iz budističnega kot kasnejšega islamskega obdobja. Po strmoglavljenju talibanov z oblasti leta 2002 je bilo veliko truda vloženega v ohranitev kulturnih spomenikov v dolini. Mesto Bamijan ima štiri okrožja in skupno površino 3539 hektarjev.
Bamijanska dolina je zaznamovala najbolj zahodno točko budistične širitve in je bila ključno središče trgovine večji del 2. tisočletja našega štetja. To je bil kraj, kjer se je vzhod srečal z zahodom in njegova arheologija razkriva mešanico grških, turških, perzijskih, kitajskih in indijskih vplivov. Dolina je eno najbolj turističnih krajev v Afganistanu.
Mesto Bamijan se je leta 2017 pridružilo Unescovi mreži ustvarjalnih mest kot mesto obrti in ljudske umetnosti. »UNESCO je ugotovil, da je Bamijanska dolina najbolj monumentalen izraz zahodnega budizma.« Unescova Kulturna krajina in arheološki ostanki Bamijanske doline je zdaj uvrščena na seznam ogrožene svetovne dediščine.
15. avgusta 2021 so Bamijan znova zavzeli talibanski borci in tako je postal devetindvajseta prestolnica province, ki so jo talibani zavzeli v okviru širše talibanske ofenzive leta 2021.

## Ime
Ime Bamijan izhaja iz srednjeperzijskega Bamikan.

## Geografija
Dolina na nadmorski višini 2500 m leži približno 230 km severozahodno od Kabula in ločuje gorovje Hindukuš od gorovja Koh-e Baba. Na severni strani je približno 1,5 kilometra dolg skoraj navpičen klif iz peščenjaka, ki ga je oblikoval ledenik. Kipi Bude in večina jam v dolini so bili vklesani v to skalo. V sami dolini in na pobočjih so številne ruševine iz prejšnjih časov.
»Bamiyan leži med Indijsko podcelino (na jugovzhodu) in Srednjo Azijo (na severu), zaradi česar je pomembna lokacija v bližini ene najpomembnejših vej svilne poti.« Mesto je bilo na križišču med Vzhodom in Zahodom, ko je skozi njega potekala vsa trgovina med Kitajsko in Bližnjim vzhodom. Huni so ga v 5. stoletju postavili za svojo prestolnico. Zaradi pečine z Budami, ruševin meniških jam, Šahr-e Gholghola ('Mesto vzdihljajev', ruševin starodavnega mesta, ki ga je uničil Džingiskan med obleganjem Bamijana leta 1221) in lokalne pokrajine je eno najbolj obiskanih krajev v Afganistanu. Nasip Šahr-e Zuhak deset milj južno od doline je mesto citadele, ki je varovala mesto, ruševine akropole pa so tam lahko našli šele v 1990-ih.
Mesto je kulturno središče afganistanske etnične skupine Hazara. Večina prebivalstva živi v središču mesta Bamijan. Dolina leži med vzporednima gorskima verigama Hindukuš in Koh-e-Baba.
Gore prekrivajo devetdeset odstotkov pokrajine, mrzla, šestmesečna dolga zima pa prinaša temperature od 3 do -20 Celzija pod ničlo. Na tem območju živijo predvsem ljudje Daizangi Hazara. Prometne zmogljivosti se povečujejo, a so redke. Predvsem je Bamijan zdaj povezan s cesto s Kabulom skozi provinco Parvan in Maidan Vardak. Povezava med Maidan Šar in Bamijanom – dolga 136 km – omogoča doseganje Kabula v 2 urah vožnje. Priključek je skoraj dokončan, manjka le še 15 km tlakovanja.
Glavni pridelki so pšenica, ječmen, mušung (črni fižol) in bakuli (bob), ki se gojijo spomladi. Ko so pridelki poškodovani zaradi nenavadno hudega vremena, prebivalci svojo živino spustijo v provinci Gazni in Maidan, da bi jo zamenjali za hrano.

### Podnebje
Bamijan ima hladno puščavsko podnebje (Köppen BWk), s hladnimi zimami in toplimi, suhimi poletji. Padavine večinoma padejo pozno pozimi in spomladi.

## Zgodovina
Mesto Bamijan je bilo del Kušanskega cesarstva v prvih stoletjih krščanskega obdobja. Potem ko je Kušansko cesarstvo padlo pod Sasanide, je Bamijan postal del Kušana, vazali Sasanidov. Budistični romar Fa Šjan je obiskal Bamijan v 5. stoletju in zapisal, da je kralj poklical menihe v regiji k zaobljubam in molitvam. Fa Šjan beleži tudi zemeljske in snežne plazove v gorah ter prisotnost snega pozimi in poleti. Ta zadnja izjava kaže na podnebne spremembe, ki bi lahko prispevale k zgodovinskemu in gospodarskemu pomenu območja v prihodnjih letih. Drugi budistični popotnik, Šuanzang, je šel skozi Bamijan v 7. stoletju. Njegov zapis kaže, da sta bila Bamijan Buda in jamski samostan v bližini že zgrajena. Zapisal je tudi, da je budizem v regiji propadal, ljudje pa so bili »trdi in nekulturni«.
Heftaliti so osvojili Bamijan v 5. stoletju. Potem ko so njihov kanat leta 565 uničili Sasanidi in Turki, je do leta 870 Bamijan postal prestolnica majhnega kraljestva Kušano-Heftalitov, ko so ga osvojili Safaridi. Zaradi lege na eni glavnih trgovskih poti z zahoda proti Kitajski in Indiji je bila dolina zelo strateško pomembna. Postala je postajališče trgovskih karavan, dobro znano umetniško mesto in je bila stoletja tudi glavno budistično središče. Kasneje je v 11. stoletju pripadla Gaznavidom. Bamijan je bil islamiziran pod vladavino sultana Mahmuda. To je bilo približno v času 1. tisočletja našega štetja. Takrat so središče mesta Bamijan premaknili s severozahoda doline, kjer je klif s kipi Bude, naprej proti jugovzhodu. Iz tega obdobja so tudi nekatere utrdbe v dolini. Med vladavino Guridov je bil Bamijan približno 60 let, in sicer od 1155 do 1212, prestolnica velikega kraljestva, ki se je raztezalo proti severu do reke Oxus (današnja Amu Darja). Leta 1221 naj bi mesto in njegovo prebivalstvo popolnoma izbrisal Džingiskan. Trdijo, da se je maščeval za svojega umorjenega vnuka. Bamijan si po tem dogodku dolgo ni mogel opomoči. Tudi desetletja kasneje je bilo mesto še vedno opustošeno, glede na poročilo perzijskega zgodovinarja. Minilo je nekaj desetletij, preden se je v dolini spet pojavilo mesto, ki pa je lahko le pridobilo regionalni pomen. Kmalu zatem so Karlughhidi v mestu ustanovili svojo prestolnico. Obstaja nekaj dokazov, da je bil Bamijan nekoliko poseljen in rekonstruiran v obdobju Timuridov v 15. stoletju.
Od časa Timuridov naj bi v Bamijanu spet obstajalo mesto. Vendar pa je splošni upad trgovine v tem času pomenil, da mesto ni moglo več zrasti na staro velikost in ni moglo več doseči nadregionalnega pomena.
Bamijan se ponovno omenja tudi v zgodovinskih knjigah v času Mogulskega cesarstva, zlasti v povezavi z Aurangzebom, ki je med svojim plenjenjem dal streljati s topovi 53 m na visok kip Bude.
V času afganistanske monarhije je bil Bamijan branik v osrednji gorski regiji. Takrat pa si je to območje še vedno lastil uzbekistanski Miren, ki je vladal na severu. Zahtevali so plačilo davka, predvsem v obliki pošiljk sužnjev iz hazarskih plemen okoliških gora.
Leta 1840 je bila regija v konfliktu zaradi prve anglo-afganistanske vojne, ko so Britanci porazili Dost Mohamed Kana in njegove sile. Prvi Evropejec, ki je videl Bamijan, je bil William Moorcroft (raziskovalec) okoli leta 1824. V letih 1998–2001 je bil Bamijan središče spopadov med talibanskimi silami in protitalibanskim zavezništvom; predvsem Hizb-i-Vahdat – sredi spopadov med vojskovodjami lokalne milice. Bamijan je znan tudi kot glavno mesto Daizangija.

### Bude iz Bamijana
Dva velika kipa Bude sta bila izklesana v veliki pečini, obrnjeni proti severni strani doline v 5. in 6. stoletju. Okrog figur so v skalo vklesali hodnike in galerije, nastalo je na stotine molilnic in jam, od katerih so bile nekatere okrašene z bogatimi stenskimi poslikavami. Število trenutno prisotnih jam v Bamijanu je ocenjeno na okoli 1000. Čas nastanka je datiran v obdobje od 450 do 850 našega štetja. Nekatere freske so bile prepoznane kot najstarejše znane oljne slike na svetu, ki izvirajo iz 7. stoletja.
Kipe so marca 2001 uničili talibani z utemeljitvijo, da so žalitev islamu. Za njihovo obnovo so bila vložena omejena prizadevanja z zanemarljivim uspehom. Uničenje dveh velikanskih Bud v Bamijanu je bil eden spektakularnih in najhujših napadov na kulturno umetnost in zgodovino Afganistana 26. februarja 2001.

## Bamjanski festivali in bazarji

### Praznik cvetja krompirja
Festival cvetja krompirja je znan kot kmetijski festival, ki ga organizirajo kmetje in vladne organizacije ter promovirajo lokalne izdelke. Festival krompirjevega cvetja (Gol-e- Kačalo v darijščini), ki je bil prvič praznovan leta 2017 in ljudje pripravljajo veliko različnih jedi samo iz krompirja. Glasba je del festivala. Več kot 80 odstotkov prebivalcev v Bamijanu je odvisnih od kmetijskih proizvodov in krompir je njihov glavni proizvod. Proizvedejo 60 odstotkov krompirja v Afganistanu.

### Glasbeni festival Dambura
Dambura je ena izmed znanih tradicionalnih glasbenih naprav, ki je podobna kitari in je narejena iz lesa murve. Je priljubljena in jo v veliki meri uporabljajo klasični pevci in folklora. Tradicionalni festival Dambura poteka vsako leto, da bi pomagal izboljšati turistično industrijo province Bamijan.

### Bamijanski umetniški bazar
Bamjanski umetniški bazar, ki ga pripravljajo afganistanske ženske v Bamijanu je festival, kjer razstavljajo in prodajajo svoje ročne izdelke domačim in tujim turistom, ki obiščejo provinco. Preproge, odeje, klobučevino, vezenine, lončenino in druge lokalne ženske izdelke lahko najdete večinoma v trgovinah na umetniški tržnici. Vse prodajalke so ženske in izdelki, ki jih prodajajo, so bodisi njihovi lastni bodisi kupljeni od žensk, ki oskrbujejo na domu.
Mesto Bamijan je edino mestno naselje v celotni provinci Bamijan. Leta 1964 je postalo središče takrat na novo ustanovljene province Bamijan. Mesto je hitro raslo, a je hkrati trpelo zaradi pomanjkanja načrta coniranja. Takratni bazar v Bamijanu je imel okoli 300 do 400 trgovin in njegova tržnica je bila dvakrat na teden zelo živahna.

## Naravne lepote Bamijana
Afganistan je svoj prvi narodni park ustanovil 22. aprila 2009, da bi promoviral in zaščitil naravno lepoto niza intenzivno modrih jezer, ki so jih ustvarili naravni jezovi visoko v Hindukušu. Band-e-Amir je veriga šestih jezer v gorski puščavi osrednjega Afganistana. Jezera so nastala iz z minerali bogate vode, ki je pronicala iz prelomov in razpok v skalnati pokrajini. Sčasoma je voda odložila plasti utrjenega minerala (travertina), ki se je vgradil v stene, ki zdaj vsebujejo vodo. Po podatkih Društva za ohranjanje divjih živali, ki je afganistanski vladi pomagalo vzpostaviti park, je Band-e-Amir eden redkih travertinskih sistemov na svetu. Bamijan Čeprav je ena najrevnejših in najmanj razvitih regij v državi, ostaja danes eno najvarnejših območij Afganistana. Tistim, ki so leta 2009 po desetletjih zamude zaradi vojne pomagali ustvariti narodni park, ta pripoveduje povsem drugačno zgodbo o državi, katere nedavno zgodovinsko pripoved je opredeljevalo nasilje. WCS je skupaj s številnimi mednarodnimi agencijami in finančnimi partnerji, vključno z USAID in Razvojnim programom Združenih narodov, pomagal lokalni afganistanski vladi pri pomoči pri vzpostavitvi in upravljanju parka. v Band-e-Amirju je temno modra barva jezer posledica bistrega zraka in čistosti vode. Visoka vsebnost mineralov v jezerih povzroča tudi intenzivne in raznolike barve jezerskih voda. Poleg tega je Band-e-Amir narejen iz šestih jezer; od šestih jezer je Band-e Panir najmanjše, s premerom približno 100 m. Največji je Band-e Zulfikar, ki meri v dolžino približno 6,5 km. Najbolj dostopno med jezeri je Band-e-Haibat, dobesedno prevedeno kot jez strahospoštovanja.

## Zgodovinska mesta
Številni ostanki samostanov, poslikanih jam, kipov in utrdb so od leta 2003 na Unescovem seznamu svetovne kulturne dediščine, hkrati pa so bili vpisani tudi na Rdeči seznam ogrožene svetovne dediščine.
Zaščitena območja svetovne dediščine so:
- Znameniti kipi Bude iz Bamijana iz 6. stoletja. Okoli niš dveh 53 in 35 metrov visokih uničenih kipov je v skalo vklesanih najmanj 900 jam, okrašenih s freskami in štukaturo.
- Islamska trdnjava Šahr-i Zuhak približno 15 km vzhodno od pečine iz časa Gaznavidov in Guridov (10. do 13. stoletje).[23]
- Ostanki Kalai Kafari približno 12 km vzhodno od pečine z zaščitnimi zidovi, stolpi in gradovi.
- Utrjeni grad Šahr-e Gholghola na hribu sredi doline (6. do 10. stoletje).[24]
- Dolina Kakrak, približno 3 km jugovzhodno od pečine, vsebuje več kot 100 jam iz 6. do 13. stoletja, ostanke 10 metrov visokega kipa Bude in oltar s slikami iz Sasanidskega cesarstva.
- Jame v dolini Foladi približno 2 km jugozahodno od pečine, zlasti okrašeni jami Kul-i Akram in Kalai Ghamai.